# 花绒寄甲
花绒寄甲（学名：Dastarcus helophoroides）也称花绒穴甲、花绒坚甲、木蜂坚甲和缢翅坚甲，一种分布于中国和日本等地的鞘翅目昆虫。花绒寄甲的幼虫寄生多种天牛的幼虫，对抑制天牛的发生和危害有较大的作用。

## 习性
花绒寄甲主要在寄主幼虫期寄生，一般从身体节间膜处钻入寄主体内取食，甚至将其吃空。